# Crac
Crac é um filme de animação em curta-metragem canadense de 1981 dirigido e escrito por Frédéric Back. Venceu o Oscar de melhor curta-metragem de animação na edição de 1982.